# Barão de Provezende
Barão de Provezende ou de Provesende, seguindo a evolução ortográfica da localidade de Provesende, é um título nobiliárquico criado por D. Maria II de Portugal, por Decreto de 10 de Janeiro de 1837, em favor de José António de Barros Teixeira Lobo Barbosa.
Titulares
1. José António de Barros Teixeira Lobo Barbosa, 1.º Barão de Provezende.